# Corégone blanc
Coregonus albula · Petite marène
Espèce
Statut de conservation UICN

 LC  : Préoccupation mineure
Le corégone blanc, ou petite marène (Coregonus albula), est un poisson d'eau douce de la famille des salmonidés. Il est originaire des lacs du bassin versant de la mer Baltique et du nord-ouest de la Russie. Il fréquente également les eaux des golfes de Botnie et de Finlande où la salinité est relativement faible. Il a été introduit dans de nombreux lacs artificiels ou naturels, notamment dans l'est de l'Allemagne et en Pologne à partir de 1960,.

## Classification
Le corégone blanc est étroitement apparenté au Coregonus sardinella (en) de l'Arctique et au C. peled russe mais présente d'évidentes différences phénotypiques.
Il présente une forte variabilité génétique et les populations introduites dans un nouveau lac se distinguent rapidement de la population d'origine.
Certains spécialistes considèrent que les C. vandesius de Grande-Bretagne, appelés localement vendaces, sont en fait également des C. albula. Il en va de même pour les Coregonus trybomi (en) suédois, les Coregonus fontanae (en) du Grand Stechlinsee et les Coregonus lucinensis du Breiter Luzin qui sont des formes naines frayant au printemps et tolérantes au froid qui ont évolué indépendamment dans chaque lac depuis leur formation à la fin du dernier âge glaciaire il y a près de 12 000 ans tout en continuant de vivre au côté des C. albula plus typiques.

## Caractéristiques
C'est un poisson mince qui possède une nageoire adipeuse comme chez tous les salmonidés et dont la mâchoire inférieure s'avance un peu vers l'avant. Les flancs et le ventre sont argentés tandis que le dos est d'un vert bleuâtre. Il peut atteindre 35 cm pour 1,2 kg  mais n'en fait généralement que 15 à 25 (100 à 400 g) et peut atteindre l'âge de 10 ans,.
La nageoire dorsale présente 11 à 13 rayons mous, la nageoire anale 13 à 17. La ligne latérale comporte 70 à 91 écailles et il possède entre 36 et 52 branchiospines.

## Biologie
Le corégone blanc se nourrit essentiellement de zooplancton, des petits crustacés et leurs larves (puces d'eau et copépodes). Les plus grands se nourrissent aussi d'insectes flottants (60 %) et de fretin (20 %, notamment des épinochettes mais aussi des corégones). Ils vivent en larges groupes le jour à une profondeur de 40 m et remontent d'une vingtaine de mètres la nuit en se dispersant et en recherchant une eau de 12 °C en hiver et de 16 °C en été afin d'optimiser leur efficacité énergétique.
Ils pondent leurs œufs (environ 10 000 par femelle) dans le sédiment sur des sols caillouteux ou sablonneux, en eau peu profonde ou jusqu'à 20 m de profondeur. Ils se reproduisent à partir de un ou deux ans et fraient à l'automne de nuit. Les corégones de la Baltique se reproduisent aussi dans les eaux intérieures, de préférence là où ils sont nés. La température optimale d'incubation est de 4 à 7 °C et l'éclosion a lieu vers le 1er mai mais la mortalité est importante, les œufs étant aussi mangés par les grémilles et les corégones. Les larves ont ensuite besoin de températures plus élevées (15 à 20 °C) et se concentrent près de la surface où elles sont une proie facile pour les vairons et les perches car elles nagent lentement et voient mal.
Lorsqu'il est introduit dans des lacs où C. lavaretus est déjà présent, il peut contraindre ce dernier à se replier vers des eaux plus profondes car il exerce une plus grande pression sur le zooplancton. Les deux espèces peuvent également s'hybrider.

## Gastronomie

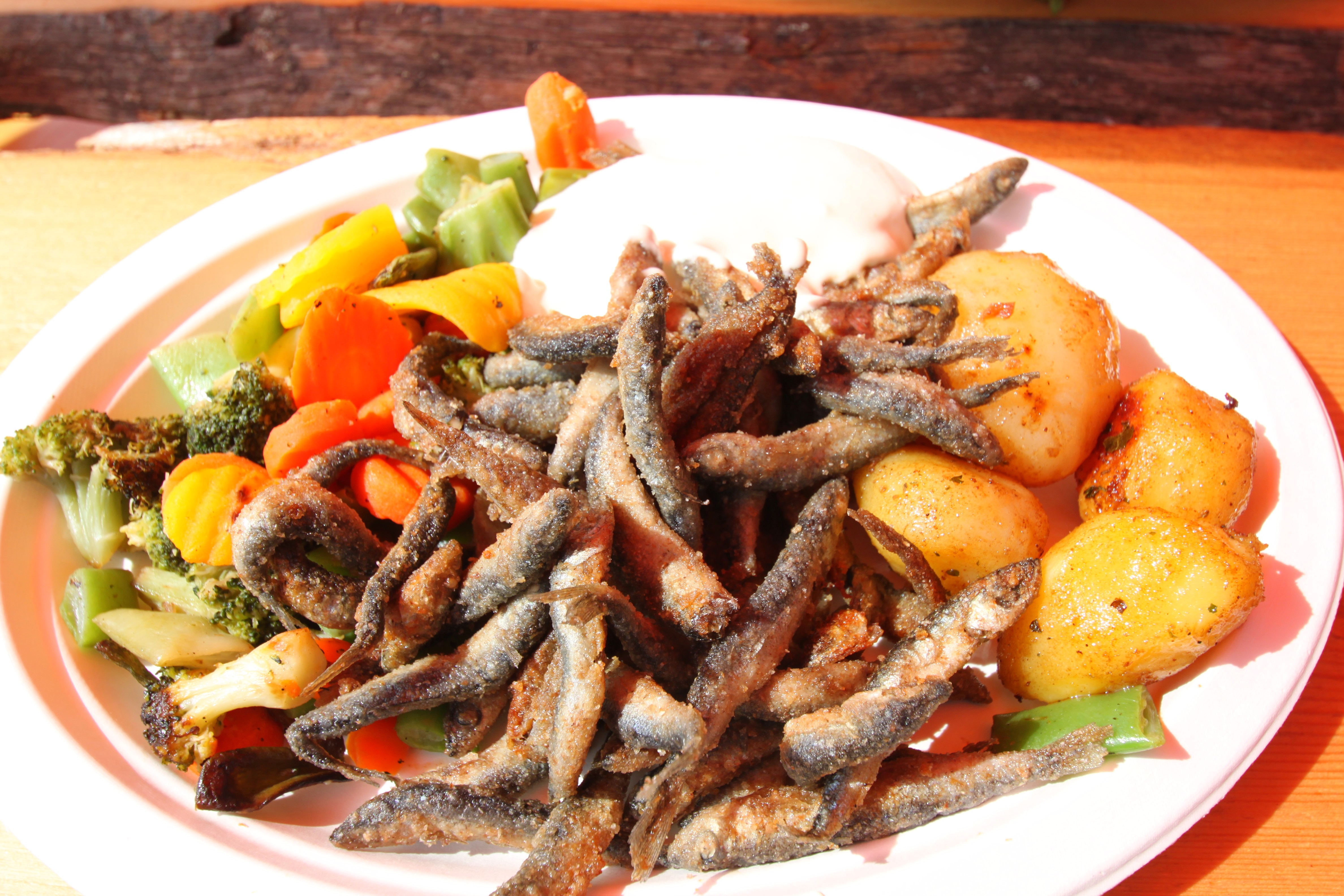
Friture de petites marènes (Helsinki)

C'est le poisson d'eau douce le plus pêché en Scandinavie et en Russie. Il est capturé  au chalut en Baltique et dans les lacs de Finlande, en particulier les petites classes d'âge.
Les œufs de ce poisson sont considérés comme une plat gastronomique : le caviar de Kalix a reçu une appellation d'origine protégée et est récolté entre la fin du mois de septembre et la fin octobre.